# 赤坂見附

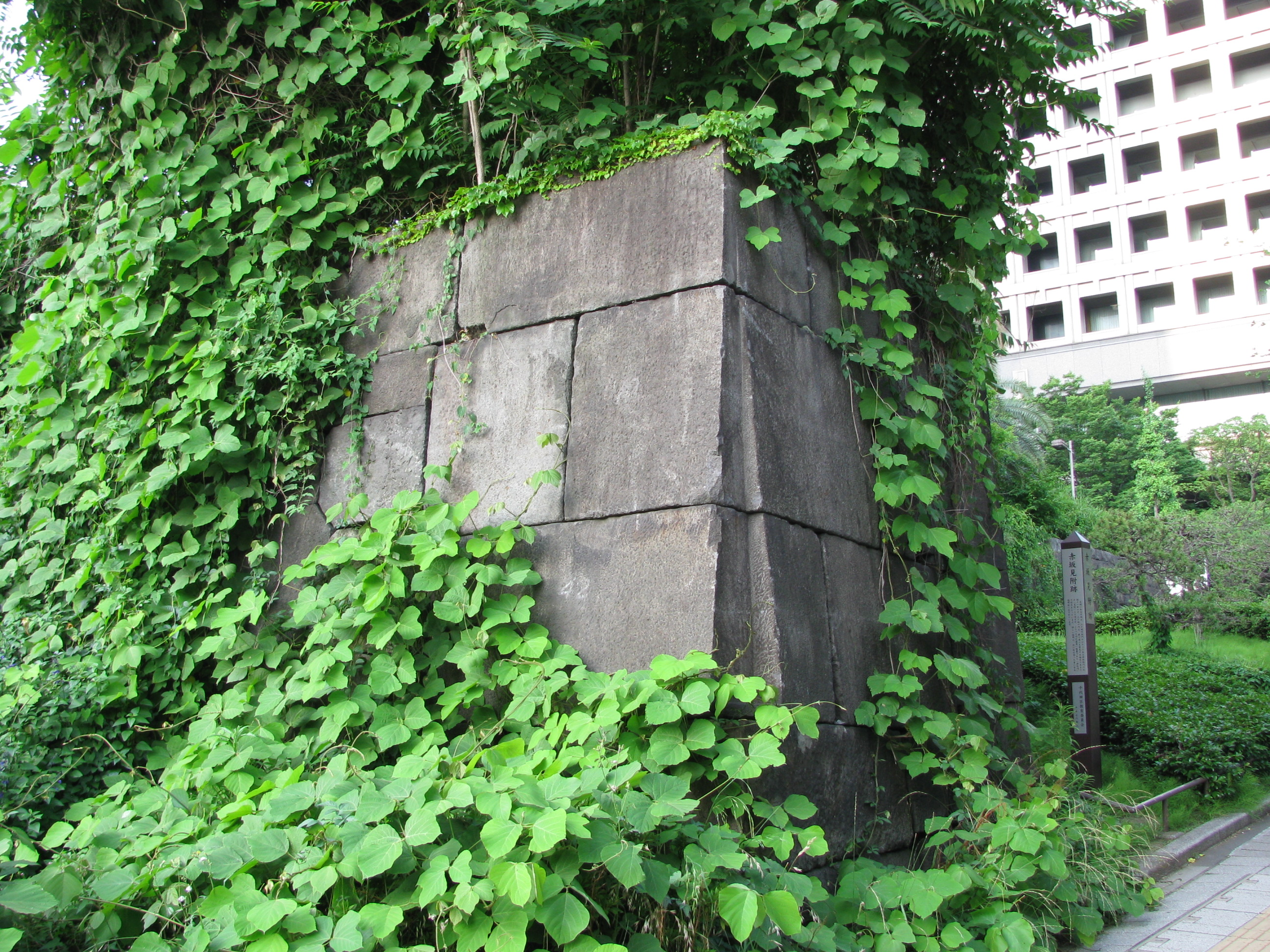
赤坂見附

赤坂見附（日语：／ Akasaka-mitsuke */?），是日本東京都千代田區紀尾井町、平河町的地名，過去為江戶城的「三十六見附」之一，現在赤坂見附舊址與東京地下鐵赤坂見附站附近一帶的區域。
見附是位在城外郭，為警戒監視外敵入侵、攻擊而設立的城門，江戶城沿著外濠與内濠建造36個見附。其他見附有四谷見附（四谷）、市谷見附（市谷）等。
赤坂見附為枡形門，江戶城類似的門友田安門和清水門等。現在赤坂見附城門已不存在，但紀尾井町國道246號旁可看見殘留的石垣。
赤坂見附遺跡西側是弁慶堀，赤坂見附交差點是國道246號（大山道）與外堀通的交點。

## 周圍設施
- 赤坂王子酒店
- 東京新大谷飯店
- 永田町站
- 赤坂見附站